# Palmer Luckey
Palmer Freeman Luckey (Long Beach, California, 19 de septiembre de 1992) es un emprendedor estadounidense conocido como el fundador de Oculus VR y diseñador del Oculus Rift, que son unas gafas-pantalla de realidad virtual para usar directamente en la cabeza, gracias a las cuales se le atribuye la revitalización de la industria de realidad virtual. En 2017, Luckey abandonó Oculus y fundó Anduril Industrias, una empresa de tecnología de defensa centrada en drones autónomos y sensores para aplicaciones militares. Luckey ocupa el puesto 22 en la lista de Forbes 2016 de los empresarios más ricos menores de cuarenta años.

## Juventud y Educación
Luckey nació y creció en Long Beach, California, junto con sus hermanas menores Ginger y Roxanne Luckey. Su padre trabajaba en un concesionario de automóviles.
De niño fue educado en casa por su madre, recibió clases de vela y se interesó por la electrónica e ingeniería. A partir de los catorce o quince años realizó cursos en el Colegio Universitario en Golden West College y Long Beach City College. En 2010 empezó a asistir a cursos en la California State University, en Long Beach. Escribió y fue editor on-line para el periódico estudiantil de la Universidad estatal de California (Long Beach), Daily 49er.
Durante su infancia y adolescencia, Luckey experimentó en proyectos electrónicos como cañones de riel, bobinas de Tesla y láseres. Algunos de estos experimentos le causaron lesiones graves. Construyó un PC para jugar a videojuegos valorado en decenas de miles de dólares. Su deseo de sumergirse en mundos generados por ordenador le llevó a obsesionarse con la realidad virtual (RV).
En un esfuerzo para aprender más sobre la tecnología de RV, Luckey, en la década de los 90 construyó más de cincuenta pantallas de RV diferentes. A los dieciséis años empezó a diseñar y fabricar cascos de realidad virtual. Para financiar estos proyectos, en los que invirtió 36.000 dólares, tuvo diversos trabajos como: arreglar y revender iPhones dañados, trabajar a tiempo parcial como jardinero, ejercer de entrenador de vela juvenil y técnico de reparación de ordenadores.
En 2009, fundó el ModRetro Foros con un amigo, creando una comunidad on-line para "portabilización", una tarea que gira en torno a la conversión de viejos dispositivos de hardware, como consolas de juegos y PC, en unidades portátiles autónomas que mezclan tecnología nueva y antigua.
Más tarde asistió a la Universidad Estatal de California en Long Beach, donde se especializó en periodismo y fue editor en el periódico digital Daily49er. Durante su estancia allí, también trabajó como ingeniero a tiempo parcial en el Mixed Reality Lab (MxR) del Institute for Creative Technologies (ICT) de la Universidad del Sur de California como parte de un equipo de diseño de realidad virtual.

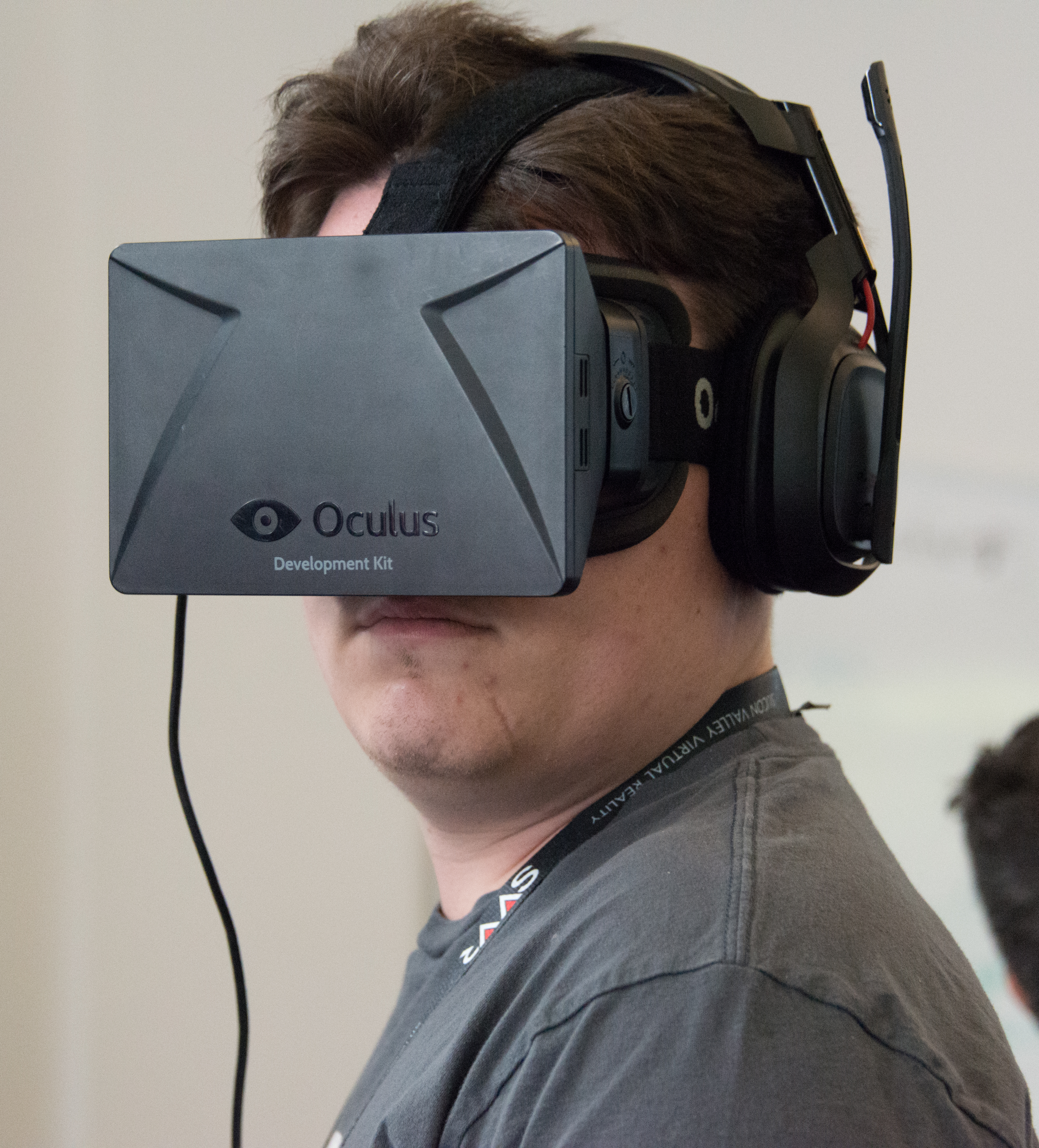
Palmer Luckey llevando un Oculus Rift DK1 (Kit de desarrollo 1) durante una demo en SVVR 2014.

## Oculus Rift

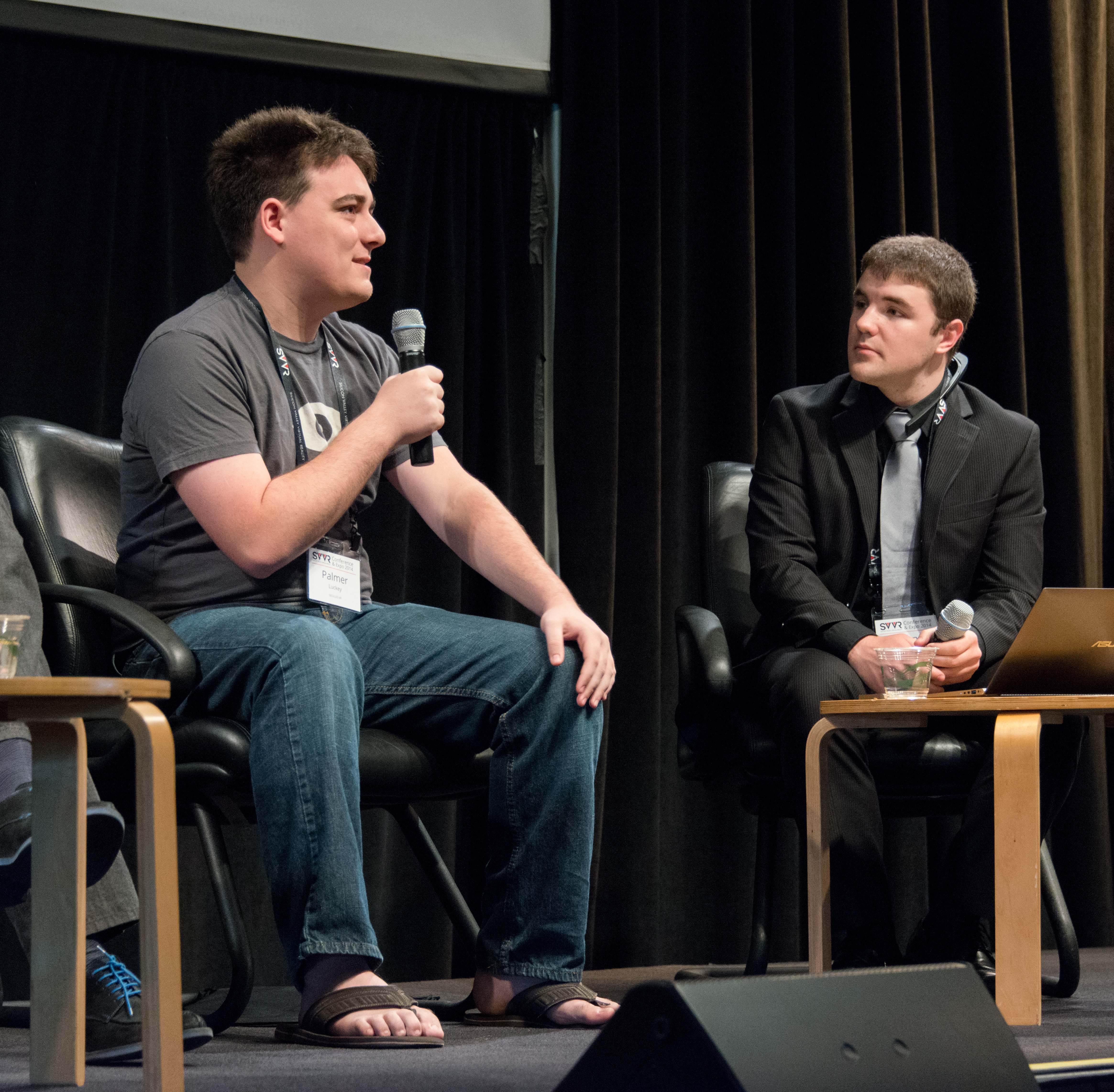
Palmer Luckey durante una charla en SVVR 2014.

Luckey se sintió frustrado por la insuficiencia de las pantallas de RV existentes en el mercado, las cuales adolecían de bajo contraste, alta latencia, bajo campo de visión, alto coste y extremo volumen y peso. Como respuesta, empezó en 2009 a experimentar con sus propios diseños. A los diecisiete años (2010) en el garaje de sus padres completó su primer prototipo, llamado PR1, con un campo de visión de 90°, baja latencia y retroalimentación háptica integrada.
Luckey desarrolló una serie de prototipos que exploraban características como la estereoscopía 3D, la conexión inalámbrica y el campo de visión extremo de 270°, al tiempo que reducían el tamaño y el peso de sus sistemas. Compartió actualizaciones periódicas sobre sus progresos en MTBS3D, un foro frecuentado por un pequeño número de entusiastas de la realidad virtual. Su unidad de sexta generación fue bautizada como "Rift", y fue destinada a ser vendida a otros entusiastas como un kit de bricolaje en el sitio web de micromecenazgo Kickstarter. Lanzó Oculus RV en abril de 2012 para facilitar el lanzamiento oficial de la campaña de Kickstarter.

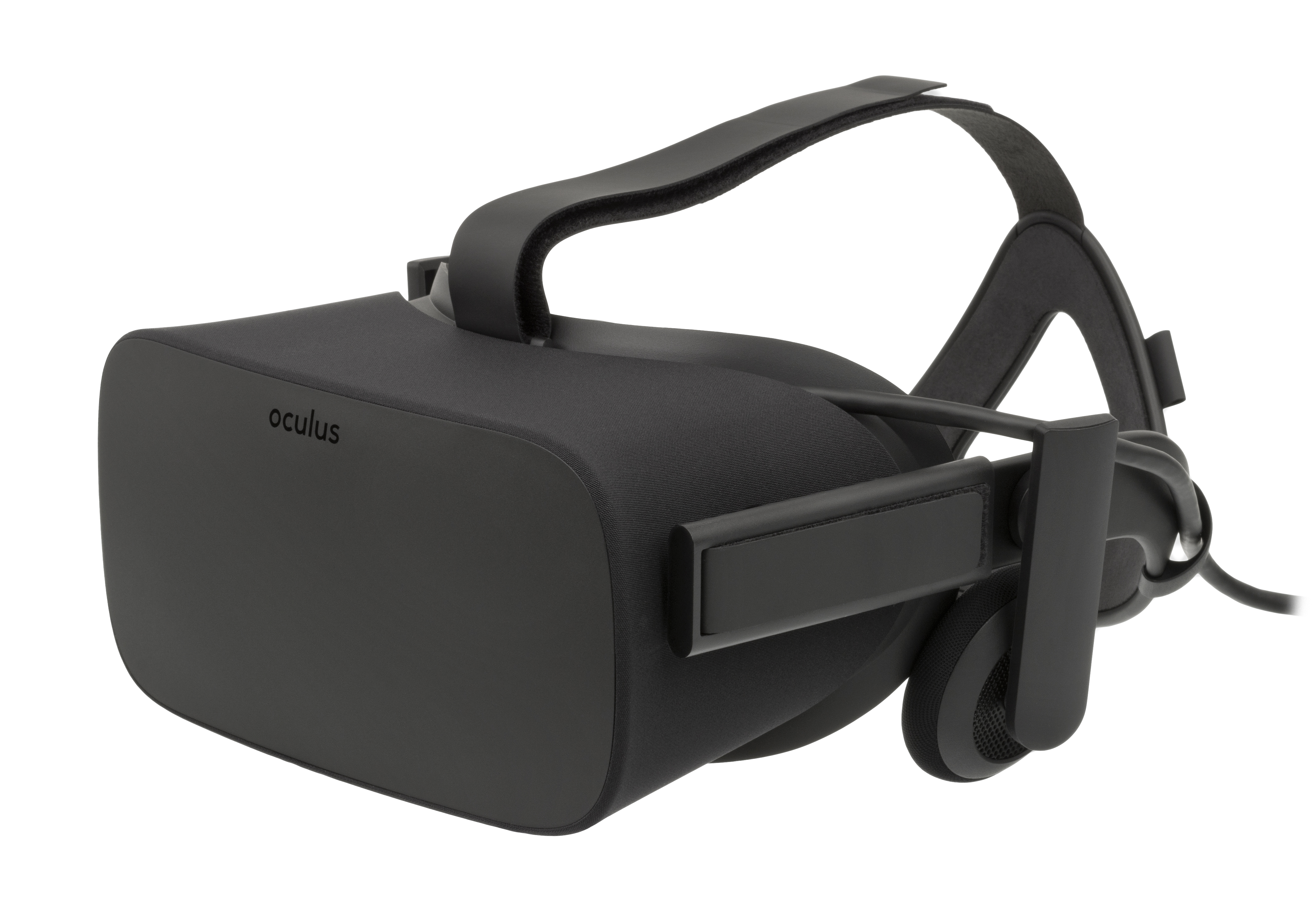
El Oculus Rift CV1, el primer anuncio de casco de VR publicado por Oculus VR.

John Carmack, de id Software, un notable desarrollador de juegos famoso por su trabajo en las series de videojuegos Doom y Quake, pidió un prototipo de auricular a Luckey, quien se lo prestó gratuitamente. Carmack lo utilizó para hacer una demostración de Doom 3: BFG Edition de id Software en el dispositivo en la Electronic Entertainment Expo 2012. Al evento asistieron miles de personas atraídas repentinamente por el Rift. Luckey abandonó la universidad para centrarse en él a tiempo completo.
Luckey también hizo una demostración de la unidad a Valve, y recibió un respaldo en su proyecto de Kickstarter del director general de Valve, Gabe Newell, quien dijo: "Parece increíblemente emocionante. Si alguien va a abordar este conjunto de problemas difíciles, creemos que Palmer lo va a hacer. Os animamos encarecidamente a apoyar este Kickstarter". Cuando Luckey lanzó su campaña de Kickstarter para el Oculus Rift, contaba con el apoyo de otras figuras prominentes de la industria del juego, como Cliff Blezinski, David Helgason y Mark Bolas.
Durante la campaña de Kickstarter, Luckey enseñó el Rift a los jugadores y a la prensa en muchas convenciones de juegos, como PAX, Gamescom y QuakeCon 2012.
La campaña de Kickstarter tuvo éxito, recaudando 2,4 millones de dólares, es decir, el 974% de su objetivo original. Tras recaudar más de un millón de dólares, Brendan Iribe fue contratado por Luckey en agosto de 2012 como director general de Oculus. Como resultado de su exitosa campaña, Oculus VR se expandió, contratando a más empleados y un espacio de oficinas más grande, pero pese a su crecimiento Luckey dijo que su trabajo diario no había "cambiado mucho", y decía que el proceso experimentaba un "lento avance." Luckey continuó trabajando en todos los aspectos del negocio, afirmando: "Tengo en mis manos todo, desde la ingeniería de productos hasta el desarrollo de juegos y el marketing", Más tarde, cambió su enfoque hacia el hardware  de realidad virtual, llamándolo su "proyecto favorito".

## Nerve Gear
Luckey anunció en noviembre de 2022 que crearía unas gafas de realidad muy especiales, se trata de unas gafas que integran una carga explosiva y que, cuando el avatar del usuario muera, también lo hará el propio usuario mediante la activación de dichas cargas explosivas. Él mismo dijo lo siguiente: "La idea de vincular tu vida real a tu avatar virtual siempre me ha fascinado: instantáneamente elevas las apuestas al máximo nivel y obligas a las personas a repensar fundamentalmente cómo interactúan con el mundo virtual y los jugadores dentro de él". La creación está inspirada en el reconocido anime Sword Art Online.

## Facebook
Oculus VR fue adquirida por Facebook en marzo de 2014 por 3.000 millones de dólares. Aunque la participación de Luckey no se hizo pública, la revista Forbes estimó el patrimonio neto del fundador en setecientos millones de dólares en 2015.

### Pleito ZeniMax
Poco después de la adquisición, ZeniMax Media presentó una demanda en el Tribunal de Distrito de Estados Unidos para el Distrito Norte de Texas. En la demanda se afirmaba que Luckey y Oculus habían utilizado los "secretos comerciales, el código informático protegido por derechos de autor y los conocimientos técnicos relacionados con la tecnología de realidad virtual" de ZeniMax, y se pedían daños y perjuicios por incumplimiento de contrato, infracción de derechos de autor y competencia desleal. ZeniMax alegó que había invertido "decenas de millones de dólares en investigación y desarrollo" en la tecnología de realidad virtual, y que "Oculus y Luckey carecían de la experiencia y los conocimientos técnicos necesarios para crear un casco de realidad virtual viable".
El juicio finalizó el 2 de febrero de 2017. El jurado determinó que Luckey había violado un acuerdo de no divulgación que tenía con ZeniMax, pero no estimó daños por este cargo, juzgando el daño como de minimis. Aunque el jurado también determinó que Oculus, Facebook, Palmer Luckey, Brendan Iribe y John Carmack no se apropiaron indebidamente ni robaron secretos comerciales ni tecnología, les condenó a un total de quinientos millones de dólares en daños y perjuicios por infracción de derechos de autor y falsa denominación de origen, siendo Luckey responsable de cincuenta millones de dólares del total.
En junio de 2018, el juez que supervisó el caso desestimó todos los daños a los que habían condenado a Luckey y redujo la cantidad que debían otras partes a 250 millones de dólares.

### Despido y controversia política
En septiembre de 2016, apareció la noticia que decía que Luckey había donado 10.000 dólares a Nimble America, un grupo pro-Donald Trump que había realizado una campaña de vallas publicitarias en las que aparecía la candidata presidencial de 2016, Hillary Clinton, con la leyenda "Demasiado vieja para ir a la cárcel".
Esto provocó que varios desarrolladores cancelaran temporalmente sus planes de apoyo a Oculus, entre ellos Scruta Games, que anunció que cancelaría el soporte de Oculus en sus juegos a menos que Luckey renunciara. Posteriormente, Scruta Games dio marcha atrás y anunció que reanudaría el trabajo de soporte de Oculus Touch, anunciando que "no había encontrado ninguna prueba que respaldara la noticia del Daily Beast que afirmaba que Luckey había contribuido con su dinero a pagar el discurso del odio". Los desarrolladores de Newton VR, Tomorrow Today Labs, dijeron que no darían soporte a Oculus touch mientras Luckey fuera empleado de Oculus. Tomorrow Today Labs también dio marcha atrás, pero la empresa anunció más tarde que trabajaría con Oculus.
En marzo de 2017, Palmer Luckey abandonó Facebook y dejó de participar en Oculus VR. Ninguna de las partes dio explicaciones sobre la salida. Como parte del testimonio ante el Senado de los Estados Unidos en abril de 2018, el senador Ted Cruz preguntó al CEO de Facebook, Mark Zuckerberg, "¿Por qué se despidió a Palmer Luckey?". Zuckerberg se negó a hablar de "asuntos relacionados con el personal", únicamente especificando que "no fue por una opinión política".
En noviembre de 2018, The Wall Street Journal obtuvo acceso a correos electrónicos internos de Facebook que sugieren que el asunto se discutió en los niveles más altos de la compañía. Los ejecutivos de Facebook, incluido Zuckerberg, supuestamente presionaron a Luckey para que expresara públicamente su apoyo al candidato liberal Gary Johnson, a pesar de su apoyo al entonces candidato republicano Donald Trump.
Tras su despido, Luckey contrató a un abogado laboralista y juntos negociaron un pago de cerca de 100 millones de dólares, argumentando que la empresa había violado la ley de California por presionar supuestamente al ejecutivo para que expresara su apoyo a Johnson y por castigar a un empleado por su actividad política.
El vicepresidente de realidad virtual y aumentada de Facebook, Andrew Bosworth, supervisor de la división Oculus, publicó una serie de tuits en noviembre de 2018 en los que negaba que Luckey hubiera sido despedido por su ideología conservadora. Facebook negó igualmente que Luckey hubiera sido despedido por apoyar a Trump, afirmando: "Podemos decir inequívocamente que la salida de Palmer no se debió a sus opiniones políticas." 

## Anduril Industries
En junio de 2017, Luckey cofundó la empresa de tecnología de defensa Anduril, junto con los antiguos ejecutivos de Palantir Technologies: Matt Grimm, Trae Stephens y Brian Schimpf, y el primer responsable de hardware de Oculus, Joe Chen. (Anduril, al igual que Palantir, lleva el nombre de un objeto de los escritos de fantasía de J. R. R. Tolkien). En marzo de 2018, Anduril comenzó un programa piloto para que el gobierno de Estados Unidos detectara a los inmigrantes ilegales que intentaban entrar en Texas desde México; el programa permitió detectar 55 intentos de entrada en sus primeros doce días de funcionamiento.
En septiembre de 2020, Luckey anunció a través de Twitter que Anduril había sido seleccionada como uno de los proveedores del proyecto Advanced Battle Management Systems (ABMS), un proyecto vanguardista y multimillonario de las Fuerzas Aéreas estadounidenses.

## Imagen pública
En 2014, Luckey fue descrito como "la cara de la realidad virtual en los juegos" y una celebridad entre los entusiastas de la realidad virtual; sin embargo, él no se considera una celebridad. Mantiene una apariencia informal, va frecuentemente descalzo y prefiere las sandalias a los zapatos incluso en ferias y eventos.
Luckey vive en una casa compartida con varias personas en la que juegan habitualmente a videojuegos multijugador, y suele llevar ropa informal como pantalones cortos, camisetas, camisas hawaianas y sandalias.
Algunos especularon que el personaje Keenan Feldspar, interpretado por Haley Joel Osment, que apareció en varios episodios de la serie de televisión de HBO Silicon Valley en 2017, estaba basado en Luckey. Al igual que Luckey, Feldspar es un joven emprendedor que se hizo rico tras vender su tecnología de RV, y que suele llevar camisas hawaianas.

## Perspectiva Política
En septiembre de 2016, Luckey declaró que se consideraba un liberal y que apoyó en el pasado a políticos del Partido Liberal como Ron Paul y Gary Johnson. Desde entonces, se ha convertido en un destacado recaudador de fondos para el Partido Republicano y Donald Trump.

### Recaudación de fondos para Donald Trump
En septiembre de 2016, Luckey donó 10.000 dólares a una organización llamada "Nimble America" con el propósito declarado de "educar a la comunidad en  ideales de America First, Smart Trade, Legal Immigration, and Ethical Behavior". Luckey se ofreció a igualar otras contribuciones de los usuarios de /r/The_Donald durante 48 horas después del anuncio. Luckey emitió más tarde una disculpa por cualquier impacto negativo que sus acciones tuvieran en la percepción pública de Oculus, y declaró que actuó de forma independiente, no como representante de Oculus VR. El Wall Street Journal informó posteriormente de que Luckey había sido presionado para hacer esta declaración como amenaza de despido.
En octubre de 2020, Luckey organizó una recaudación de fondos para Donald Trump en su casa de Lido Isle, en Newport Beach, con la asistencia del presidente. La fiesta de recaudación de fondos vendió entradas para el acto a un precio que oscilaban entre los 2.800 dólares por persona y los 150.000 dólares por pareja. Durante el evento hubo concentraciones tanto a favor como en contra del presidente Trump en Newport Beach. La recaudación de fondos contó con la actuación de los Beach Boys, que fueron criticados por sus antiguos miembros Brian Wilson y Al Jardine. También asistieron los ex-representantes estadounidenses Dana Rohrabacher y Darrell Issa. En el momento de la recaudación de fondos, Issa se presentaba como candidato al escaño de la Cámara de Representantes que antes ocupaba el republicano Duncan Hunter, que renunció a su cargo tras ser condenado a 11 meses de prisión federal por conspiración para robar fondos de campaña.

### Donaciones al Partido Republicano
Luckey ha hecho donaciones a las campañas de decenas de candidatos políticos republicanos, en su mayoría candidatos a la Cámara de Representantes de Estados Unidos, pero también al senador de Texas Ted Cruz. También ha hecho donaciones a un gran número de organizaciones afiliadas a los republicanos y a los conservadores, como el Comité Nacional Republicano del Congreso, el Comité de Inauguración Presidencial de 2017, el Comité Great America de Mike Pence y muchas secciones estatales del Partido Republicano.

## Premios
En 2014, Luckey recibió el premio American Ingenuity Award de la revista Smithsonian en la categoría de jóvenes. 
En 2016, Luckey fue galardonado con la medalla Progress de la Royal Photographic Society y con la beca honorífica, que se concede en reconocimiento a cualquier invención, investigación, publicación u otra contribución que haya supuesto un avance importante en el desarrollo científico o tecnológico de la fotografía o la imagen en el sentido más amplio.